# Miroslav Raček
Miroslav Raček (* 28. ledna 1965) je bývalý slovenský fotbalista, záložník.

## Fotbalová kariéra
V československé lize hrál za TJ Slovan Bratislava CHZJD. Nastoupil v 1 ligovém utkání.

## Ligová bilance
| Ročník                                     | Zápasy | Góly | Klub                       |
| ------------------------------------------ | ------ | ---- | -------------------------- |
| 1. československá fotbalová liga 1989/1990 | 1      | 0    | TJ Slovan Bratislava CHZJD |
| CELKEM Fotbalová liga Československa       | 1      | 0    |                            |